# Dolnja Stara vas
Dolnja Stara vas je naselje u slovenskoj Općini Škocjanu. Dolnja Stara vas se nalazi u pokrajini Dolenjskoj i statističkoj regiji Jugoistočnoj Sloveniji. 

## Stanovništvo
Prema popisu stanovništva iz 2002. godine naselje je imalo 127 stanovnika.